# 1594 az irodalomban
Az 1594. év az irodalomban.

## Új művek

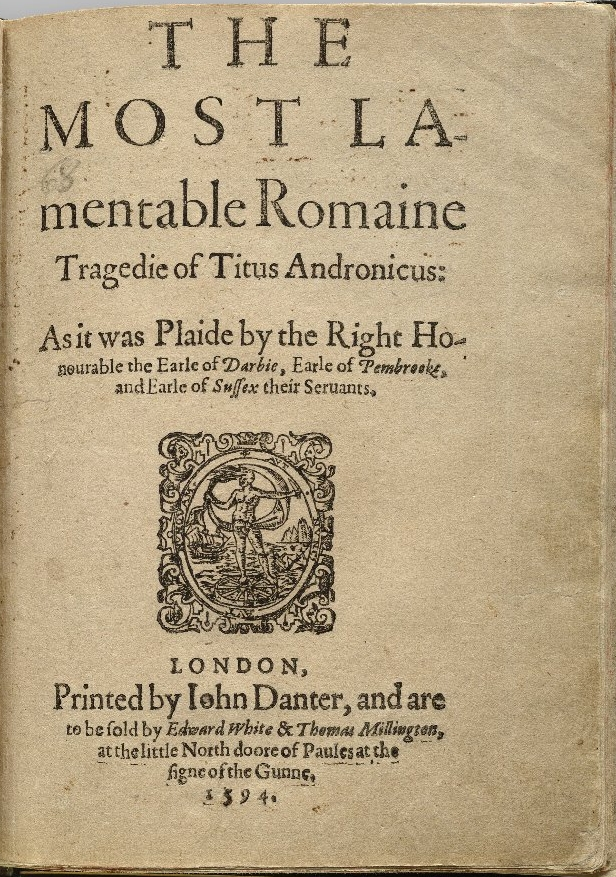
A Titus Andronicus „quarto” címlapja

- William Shakespeare: Titus Andronicus című tragédiája („quarto” kiadásban), ugyanebben az évben játszották is.
- Satire Ménippée (Meniposzi szatíra); több francia szerző műve, a Katolikus Liga elleni pamflet keverve versben-prózában
- Előadják Christopher Marlowe Doctor Faustus (The Tragical History of Doctor Faustus) című színdarabját (valószínűleg már korábban is); először 1604-ben adták ki.
- William Shakespeare The Rape of Lucrece (Lukrécia meggyalázása) című elbeszélő költeménye
- George Chapman hosszú elbeszélő költeménye:  The Shadow of Night  (Az éj homálya).
- Michael Drayton angol költő szonettgyűjteménye: Idea's Mirrour (Az eszme tükre).

## Születések

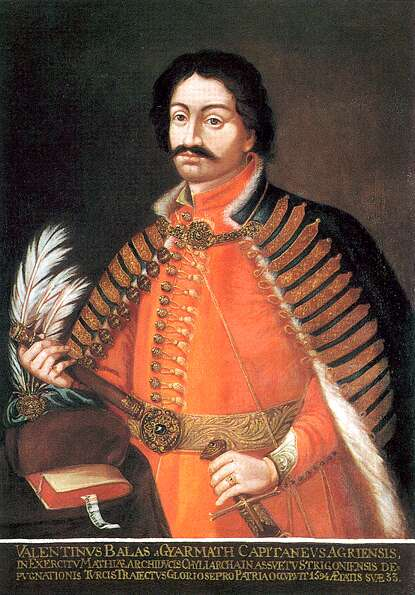
Balassi Bálint

- 1594 – Szepsi Csombor Márton református lelkész, az első magyar nyelvű útleírás, az Europica varietas (A változatos Európa) szerzője († 1623)

## Halálozások
- február – William Painter angol író, számos klasszikus és olasz szerző munkáját ültette át (dolgozta át) angolra (* 1540 körül)
- május 30. – Balassi Bálint magyar költő, a magyarországi reneszánsz nagy alakja, a magyar nyelvű költészet első kiemelkedő művelője (* 1554)
- július 16. – Thomas Kyd angol drámaíró, a Spanyol tragédia (The Spanish Tragedy) szerzője (* 1558)